# إحياء العمارة

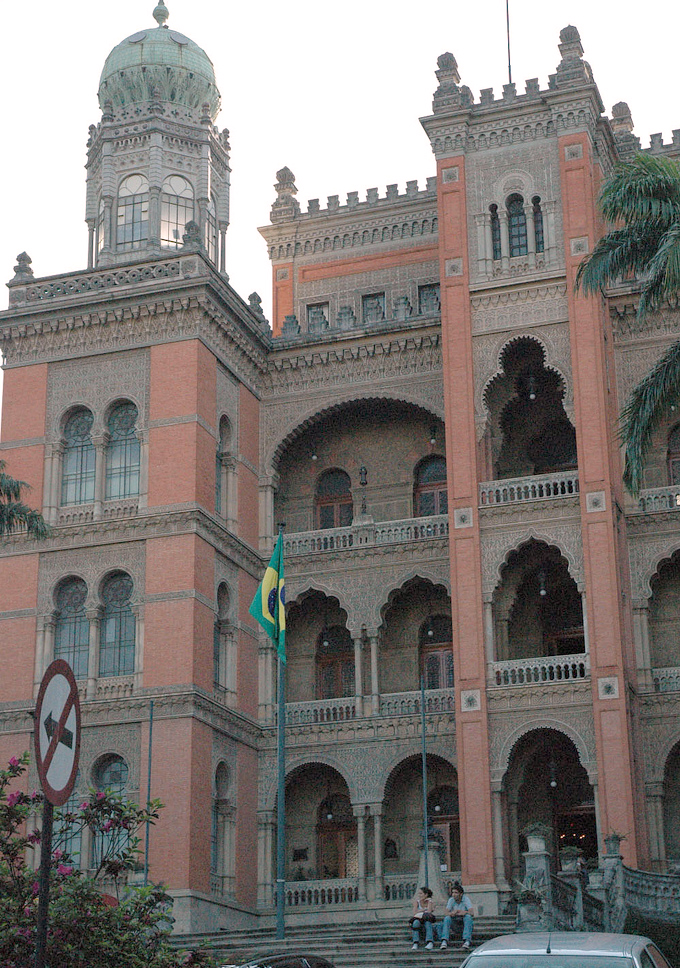
قصر "Oswaldo Cruz" في ريوديجانيرو، البرازيل. وهو مثال على إحياء العمارة المغاربية.

العمارة الإحيائية أو الإحيائية في العمارة (بالإنجليزية: Revival architecture أو Revivalism in architecture) هو استخدام الأنماط البصرية للعودة إلى طرز معمارية سابقة وتقليدها، حيث كان إحياء الأساليب الفنية قد أثر على جميع أشكال الفن، ولكن بصفة خاصة على العمارة.
لقد كانت الانطلاقة الفعلية للإحيائية خلال القرن التاسع عشر، كجزء من رد فعل رومانسي لطبيعة الثورة الصناعية. وقد أدى إنتاج الكمية (Mass production) بما فيه تصميم الأثاث، إلى عودة الناس إلى الوراء في الإتجاه السائد في تلك الرومانسية الفنية. ولم يسلم أي طراز معماري قديم من التحديث خلال القرن التاسع عشر، وخصوصا في الولايات المتحدة. لقد كان الإحياء في العمارة بالبداية، مستوحى من الأساليب الكلاسيكية الإغريقية والرومانية، والذان كانا رائجين في الولايات المتحدة بسبب اعتقاد الأميركيين بأن الديمقراطية الأميركية كانت تقوم على «الديمقراطيات» في العصور القديمة.
بحلول منتصف القرن العشرين، بدأ الإحياء لعمارة عصر النهضة الإيطالية، والعمارة المصرية القديمة، والعمارة القوطية، والعمارة الرومانسكية، وعمارة الباروك، وعمارة الركوكو، وغيرها من الطرز القديمة.

## حركات الإحياء المعمارية

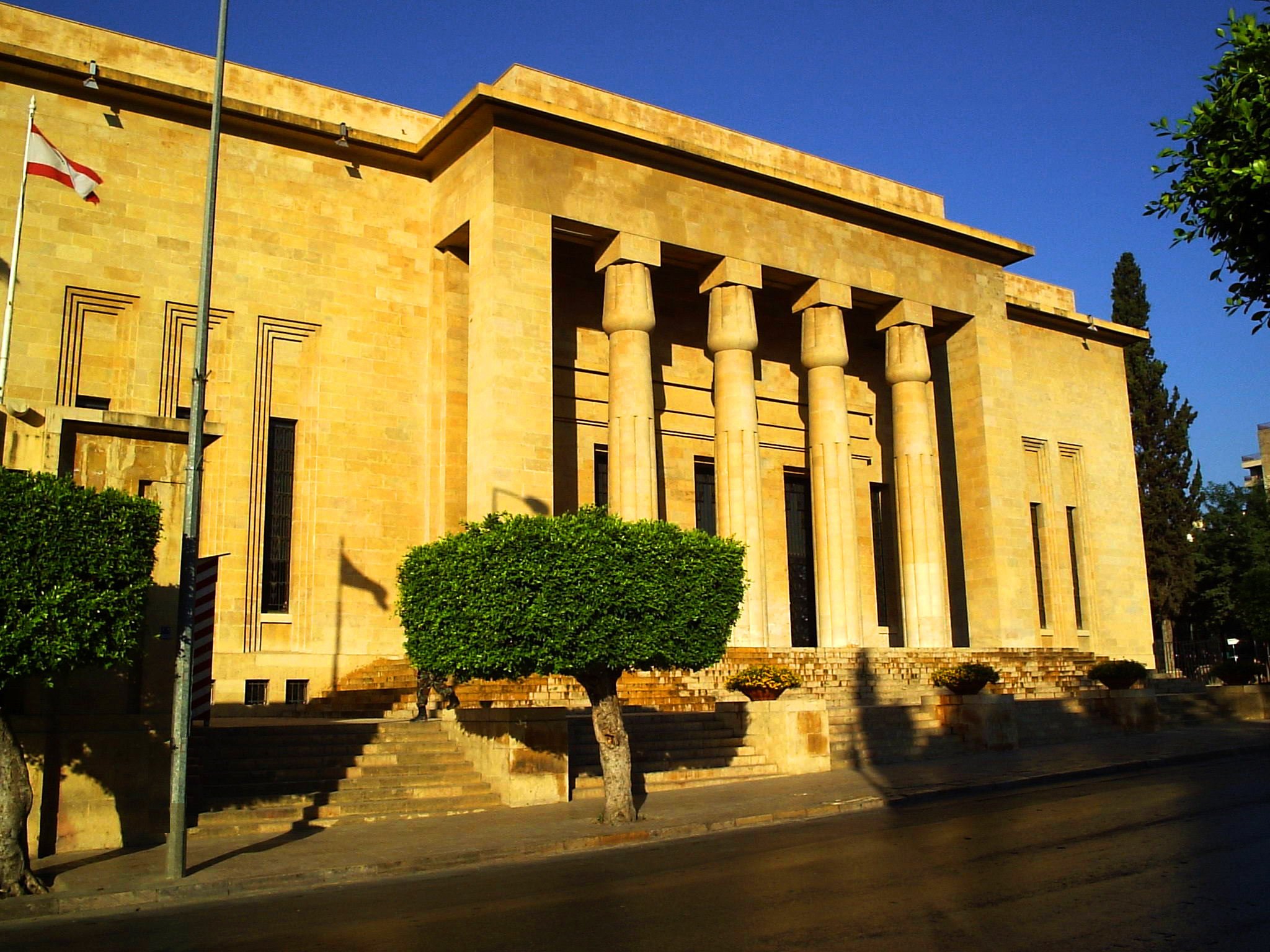
المتحف الوطني اللبناني في بيروت (1937). مثال على إحياء العمارة المصرية.

لقد ظهرت طرز عالمية معمارية جديدة في أنحاء مختلفة أحيت طرز وأساليب قديمة منذ القرن التاسع عشر، منها: طراز الإمبراطورية الثانية و الطراز السويسري و طرز العمارة الكلاسيكية الحديثة، مثل إحياء العمارة الإغريقية وإحياء العمارة المصرية. وفي بريطانيا تحديدا، كان هناك الكثير من الطرز مثل عمارة الريجنسي. أما فرنسا، فكان هناك الطراز الإمبراطوري، وفي ألمانيا كان هناك طراز البيدرماير، وفي روسيا ظهر طراز العمارة الستالينية، وفي الولايات المتحدة ظهرت عدة طرز لإحياء العمارة القديمة مثل العمارة الفيدرالية.

## جاليري

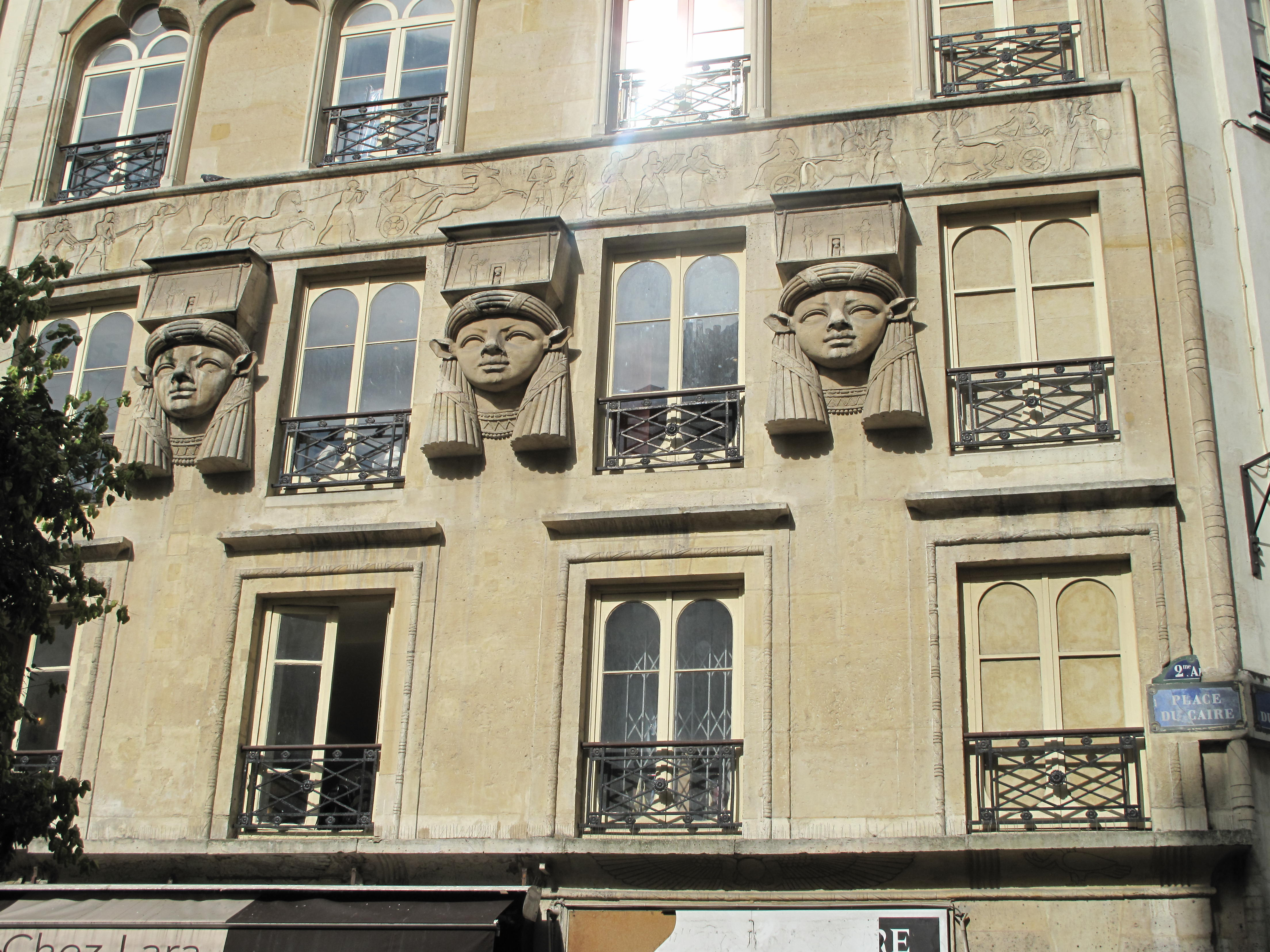
إحياء العمارة المصرية، باريس
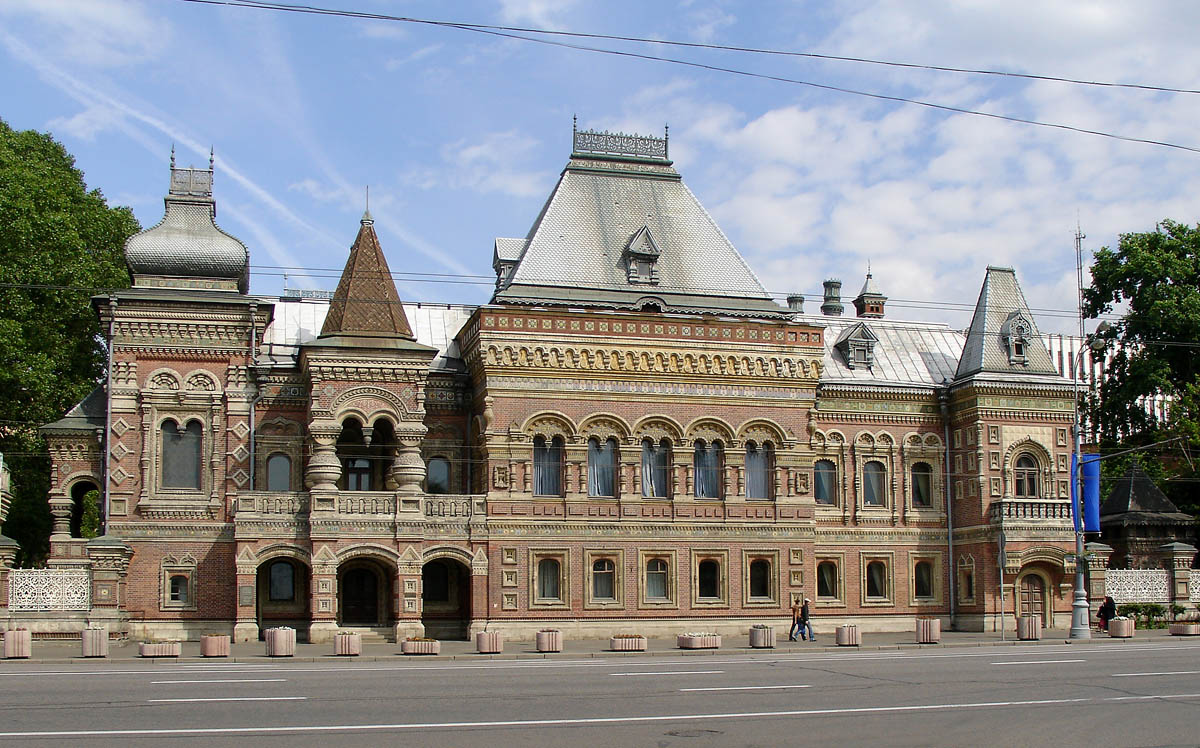
إحياء العمارة الروسية، موسكو
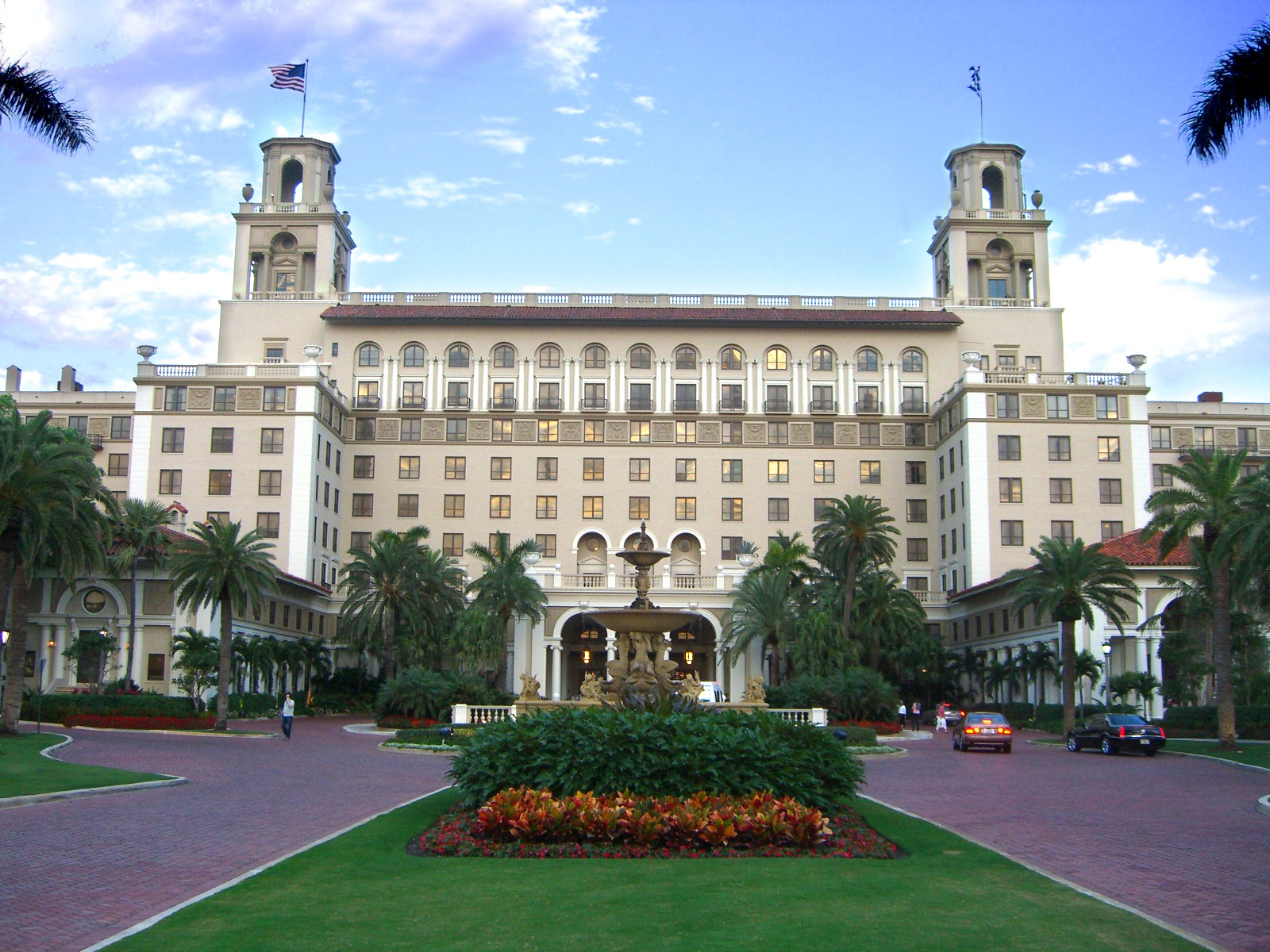
إحياء عمارة المتوسط، فلوريدا
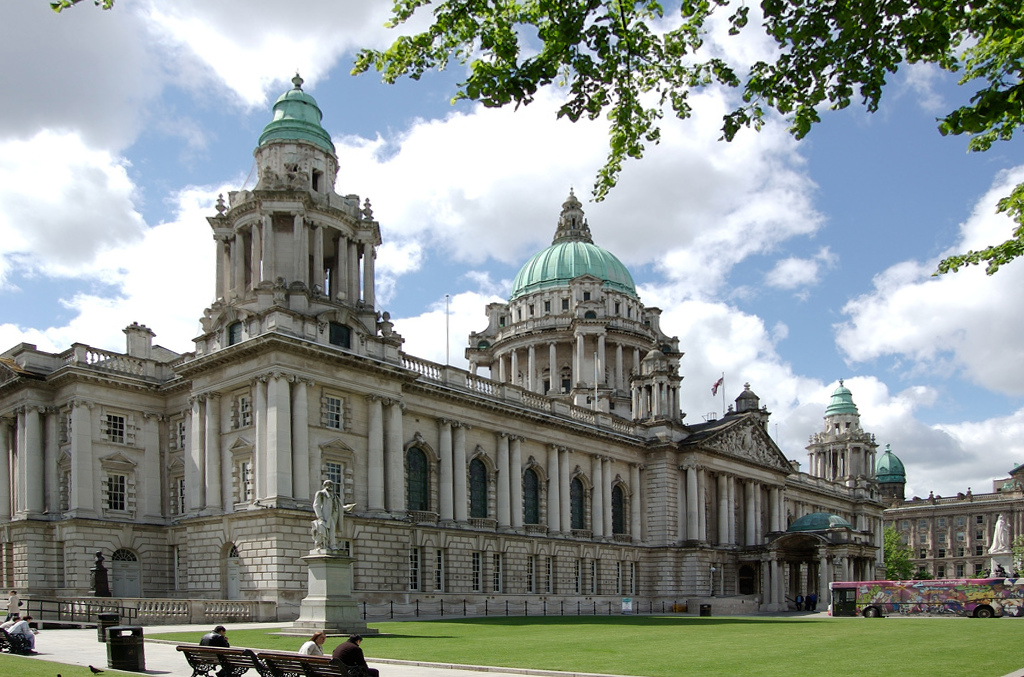
إحياء عمارة الباروك، بلفاست